# Raphael Sealey
Raphael Sealey (* 14. August 1927 in Middlesbrough; † 29. November 2013 in Berkeley, Kalifornien) war ein britischer Althistoriker, der hauptsächlich in den USA lehrte.

## Leben und Wirken
Raphael Sealey studierte Klassische Altertumswissenschaft am University College Oxford und schloss sein Studium dort, unterbrochen durch einen zweijährigen Militärdienst, 1951 als Schüler von George Cawkwell mit dem Masters Degree ab. Seine Studien setzte er anschließend an den Universitäten von Tübingen und Hamburg fort. Nach Lehrtätigkeit am University College of North Wales, am Queen Mary College der Universität London und seit 1963 an der State University of New York at Buffalo war er von 1967 bis 2000 Professor für Alte Geschichte an der University of California, Berkeley.
Sealey beschäftigte sich vor allem mit der Geschichte und dem Recht des antiken Griechenland.

## Werke (Auswahl)
- Essays in Greek politics. Manyland Books, New York 1965.
- A history of the Greek city states ca. 700 – 338 B.C. University of California Press, Berkeley 1976.
- The Athenian Republic. Democracy or the rule of law? Pennsylvania State University Press, University Park 1987, ISBN 0-271-00421-5.
- Women and law in classical Greece. University of North Carolina Press, Chapel Hill 1990, ISBN 0-8078-1872-0.
- Demosthenes and his time. A study in defeat. Oxford University Press, New York 1993, ISBN 0-19-507928-0.
- The justice of the Greeks. University of Michigan Press, Ann Arbor 1994, ISBN 0-472-10524-8.